# طراحی سطح بالا
طراحی سطح بالا (انگلیسی: High-level design) به صورت مخفف (HLD) معماری مورد استفاده برای توسعه یک سیستم را توضیح می‌دهد. نمودار معماری یک نمای کلی از کلیت سیستم ارائه می‌کند و اجزای اصلی را که برای محصول و رابط‌های آنها توسعه می‌یابد، شناسایی می‌کند. HLD از اصطلاحات غیر فنی و یا تا حدی فنی استفاده می‌کند که باید برای مدیران سیستم قابل درک باشد. در مقابل، طراحی سطح پایین (LLD)، طراحی دقیق منطقی هر یک از این عناصر را برای استفاده مهندسان و برنامه نویسان بیشتر نشان می‌دهد. HLD هم برای نرم‌افزار و هم برای سخت‌افزار کاربرد دارد، بیشتر مواقع سخت‌افزار در توسعه سیستم فراموش می‌شود و فقط نرم‌افزار مورد بحث قرار می‌گیرد.

## هدف
- طراحی مقدماتی – در مراحل اولیه توسعه سیستم، نیاز به اندازه پروژه و شناسایی آن بخش‌هایی از پروژه است که ممکن است پرخطر یا زمان‌بر باشند.
- نمای کلی طراحی - با ادامه پروژه، نیاز به ارائه یک نمای کلی از نحوه تناسب زیرسیستم‌ها و اجزای مختلف سیستم با یکدیگر است.

## مستندات طراحی سطح بالا
یک سند طراحی سطح بالا یا HLDD جزئیات لازم را به شرح پروژه فعلی اضافه می‌کند تا مدلی مناسب برای کدنویسی را نشان دهد. این سند شامل یک نمودار معماری سطح بالا است که ساختار سیستم را نشان می‌دهد، مانند سخت‌افزار، معماری پایگاه داده، معماری برنامه (لایه‌ها)، جریان برنامه (ناوبری)، معماری امنیتی و معماری فناوری.